# Czeski sen
Czeski sen (cz. Český sen) – nazwa fałszywego przedsięwzięcia (mistyfikacji) na wielką skalę i jednocześnie tytuł filmu dokumentalnego (realizacja Vít Klusák i Filip Remunda, czas trwania 90 minut) opartego na kanwie tego przedsięwzięcia z lutego 2004 roku.
Przedsięwzięcie polegało na otwarciu wielkiego hipermarketu w praskiej dzielnicy Letňany (gdzie znajdują się już hipermarkety Tesco i Globus) 31 maja 2003. Przed tą datą zorganizowana była bardzo silna kampania reklamowa w prasie, radiu i telewizji, rozprowadzono także ogromną liczbę ulotek reklamowych, rozklejono plakaty i ustawiono przydrożne billboardy. Hasła głoszone w tych reklamach przewrotnie wzywały: „Nie przychodź!”, „Nie kupuj!” itp. Hipermarket zlokalizowano w pewnej odległości od najbliższej drogi tak, że osoby, które chciały do niego dotrzeć, musiały kilkaset metrów przejść pieszo polną drogą, widząc z daleka długą na ponad sto metrów i na 8 metrów wysoką ścianę hipermarketu.
Pierwszy klient pojawił się o godzinie 7 rano (hipermarket według ogłoszeń miał być otwarty o 10:00), wyjaśniając organizatorom, że wstał tak wcześnie po to, żeby obejrzeć zaćmienie Słońca (na ten dzień rzeczywiście wczesnym rankiem przypadało w Europie, w tym i w Czechach, częściowe zaćmienie słońca).

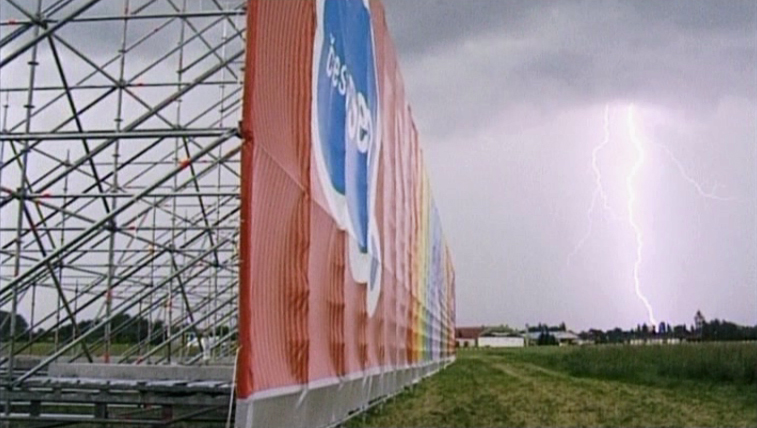
Fasada z bliska

W rzeczywistości widziana z oddali ściana była tylko rozwieszoną na rusztowaniach atrapą z wymalowanym – znanym niedoszłym klientom z reklamowej kampanii – logo rzekomej firmy Český sen, a ludzie zmierzający pieszo do „hipermarketu” i ich reakcje po tym, jak zorientowali się, że zostali wprowadzeni w błąd, posłużyły do nakręcenia filmu. Tylko część niedoszłych klientów zrozumiała przesłanie przedsięwzięcia, część ze wstydem bagatelizowała własną naiwność („łyknąć trochę świeżego powietrza nigdy nie zaszkodzi”), a znaczna ich liczba domagała się surowych kar dla jego organizatorów.
Film otrzymał nagrody na festiwalach w Krakowie, Igławie, Lublanie i Aarhus, 8 września 2006 wyświetlany był w niemiecko-francuskiej telewizji Arte, 26 września tego samego roku – w telewizji australijskiej, a 11 stycznia 2007 – w izraelskiej. Film oraz całe przedsięwzięcie zrealizowano z pieniędzy czeskiego ministerstwa kultury.